# 理查德·霍夫施塔特
理查德·霍夫施塔特（Richard Hofstadter，1916年8月6日—1970年10月24日），1950年代的美国公共知识分子、历史学家、哥伦比亚大学研究美国历史的迪维·克林顿教授（DeWitt Clinton Professor）。
霍夫施塔特代表作为《美国思想中的社会达尔文主义》（1944）、《美国政治传统》（1948）、《改革的时代》（1955）、《美国生活中的反智主义》（1963）以及《美国政治中的偏妄之风》（1964）。
霍夫施塔特曾两次得到普利策奖：他凭借在《改革的时代》中对1890年代民粹运动和20世纪初期进步运动的理性分析于1956年获奖，之后又因《美国生活中的反智主义》中对文化史的研究而于1964年再次获奖。